# Club Atlético Juventud (Pergamino)
El Club Atlético Juventud es un club de fútbol argentino de la ciudad de Pergamino, en la provincia de Buenos Aires. Fue fundado el 13 de julio de 1946 y pertenece a la Liga de Fútbol de Pergamino. Es conocido por el apodo de Los Celestes y La Juve.
A nivel local tiene rivalidad con Douglas Haig. A nivel país su clásico es Argentino de Rancagua, estadio al que se puede acceder en bicicletas. Su Estadio se llama "Carlos Grondona".
Ingresó en el Torneo Argentino B en 2004/2005 ascendiendo al Torneo Argentino A. Jugó en dicho torneo hasta la temporada 2009/2010 pero luego de una mala campaña regresó al Torneo Argentino B 2010/2011 en el cual tras otra mala campaña descendió al Torneo del Interior. Luego de una buena participación en esta categoría en el 2013 llegando a instancias decisivas y por su reconocida historia en los Torneos Federales más las 7 temporadas en el Argentino "A" tras una reestructuración en los certámenes federales le llegó, al igual que a otros 20 equipos aproximadamente, la invitación para participar del Torneo Argentino B, del que fue finalista en la temporada 2014/15
Ya en el torneo Federal B 2017 hizo una excepcional fase de grupos, donde solo perdió un solo partido y durante casi todo el transcurso de la temporada fue líder absoluto, sin que nadie lo pudiese bajar, al terminar la Primera Fase sumó 32 puntos. 
Ya entrando en las fases eliminatorias de ascenso, en cuartos de final, le correspondería batirse contra Club Atlético Independiente (Chivilcoy) con la ventaja de cerrar de local. En la ida sufrió el equipo celeste un arbitraje marcadamente localista pero aun así el encuentro finalizó 1 a 1, un resultado importante de cara a la vuelta para así poder clasificar a la siguiente ronda, pero un gol de Independiente sumado a una pésima actuación del árbitro de 25 de mayo Bruno Amiconi incluido un claro penal no sancionado para el local derivó en un final deseado que terminó en incidentes cuando faltaban 10 minutos para terminar el partido, entre los cuales se destacan daños gravísimos y lesiones de consideración hacia la humanidad de la terna arbitral. A quienes los enardecidos y frustrados aficionados los retaban en la puerta del camerino exigiéndoles terminar con el juego. El informe del árbitro fue al Tribunal de Disciplinas y de esta forma Juventud fue desafiliado por un año para competir en Torneos del Consejo Federal, esto implica jugar la liga regional y además fue penado con una multa de aproximadamente 500 mil pesos y además fueron suspendidos por dos años algunos integrantes del plantel.

## Jugadores

### Plantilla 2022
- Actualizado el 2 de Julio de 2022

## Hinchada y rivalidades
La hinchada de juventud es popularmente conocida como "La Banda de la Ribera". A nivel local mantiene rivalidad con Douglas Haig, aunque los hinchas de Douglas consideran a Trafico's Old Boys como su clásico histórico. A nivel nacional su clásico es Racing Olavarría.